# Kristean Porter
Kristean Porter (Biloxi, 3 september 1971) is een voormalig freestyleskiester uit de Verenigde Staten. Ze vertegenwoordigde haar vaderland op de Olympische Winterspelen 1994 in Lillehammer.

## Resultaten

### Olympische Winterspelen
| Jaar | Plaats      | Resultaten  |
| ---- | ----------- | ----------- |
| 1994 | Lillehammer | 20e Aerials |

### Wereldkampioenschappen
| Jaar | Plaats                | Resultaten                                      |
| ---- | --------------------- | ----------------------------------------------- |
| 1991 | Lake Placid           | 9e Aerials · 13e Acro · 21e Moguls · Combinatie |
| 1993 | Altenmarkt-Zauchensee | Aerials · 18e Acro · 24e Moguls · Combinatie    |
| 1995 | La Clusaz             | 6e Aerials · 16e Acro · Combinatie              |
| 1997 | Nagano                | 17e Aerials                                     |

### Wereldbeker
Eindklasseringen
| Seizoen   | Algemeen         | Aerials           | Acro              | Moguls            | Combinatie       |
| --------- | ---------------- | ----------------- | ----------------- | ----------------- | ---------------- |
| 1989/1990 | 13e 9,00 punten  | 17e 10,00 punten  | 12e 19,00 punten  | 21e 1,00 punten   | 4e 26,00 punten  |
| 1990/1991 | 5e 12,00 punten  | 13e 37,00 punten  | 14e 17,00 punten  |                   | 4e 46,00 punten  |
| 1991/1992 | 10e 10,00 punten | 7e 58,00 punten   | 16e 11,00 punten  |                   | 5e 15,00 punten  |
| 1992/1993 | 4e 128,00 punten | 14e 388,00 punten | 13e 456,00 punten | 40e 380,00 punten | · 552,00 punten  |
| 1993/1994 | · 156,00 punten  | 5e 636,00 punten  | 6e 612,00 punten  |                   | 5e 196,00 punten |
| 1994/1995 | · 163,00 punten  | 7e 640,00 punten  | 9e 516,00 punten  | 35e 64,00 punten  | · 584,00 punten  |
| 1995/1996 | 68e 16,00 punten | 25e 60,00 punten  | 26e 68,00 punten  |                   |                  |
| 1996/1997 | 43e 58,00 punten | 16e 404,00 punten |                   |                   |                  |

Wereldbekerzeges
| Datum            | Plaats              | Onderdeel  |
| ---------------- | ------------------- | ---------- |
| 10 januari 1993  | Whistler Blackcomb  | Aerials    |
| 10 januari 1993  | Whistler Blackcomb  | Combinatie |
| 13 maart 1994    | Meiringen-Hasliberg | Combinatie |
| 22 januari 1995  | Le Relais           | Combinatie |
| 28 januari 1995  | Lake Placid         | Combinatie |
| 24 februari 1995 | Kirchberg           | Combinatie |